# Okolica boczna klatki piersiowej
Okolica boczna klatki piersiowej (łac. regio pectoris lateralis) – w anatomii człowieka parzysta okolica klatki piersiowej.
Okolica boczna klatki piersiowej ma kształt prostokątny. Od przodu i góry graniczy z okolicą sutkową; od przodu i dołu – z okolicą podsutkową; od góry – z okolicą pachową; od góry i przodu, punktowo – z okolicą ramienia przednią; od góry i tyłu, punktowo – z okolicą naramienną oraz ramienia tylną; od tyłu i góry – z okolicą łopatkową; od tyłu i dołu – z okolicą podłopatkową; od tyłu i dołu, punktowo – z okolicą lędźwiową; od dołu i przodu – z okolicą podżebrową; od dołu i tyłu – z okolicą boczną brzucha.